# Saint-Avit, Tarn
Saint-Avit är en kommun i departementet Tarn i regionen Occitanien i södra Frankrike. Kommunen ligger i kantonen Dourgne som tillhör arrondissementet Castres. År 2022 hade Saint-Avit 279 invånare.

## Befolkningsutveckling
Antalet invånare i kommunen Saint-Avit
| Referens: INSEE |